# Rhynchophoromyces helophori
Rhynchophoromyces helophori är en svampart som beskrevs av Santam. 1999. Rhynchophoromyces helophori ingår i släktet Rhynchophoromyces och familjen Ceratomycetaceae.   Inga underarter finns listade i Catalogue of Life.